# Helgarö kyrka

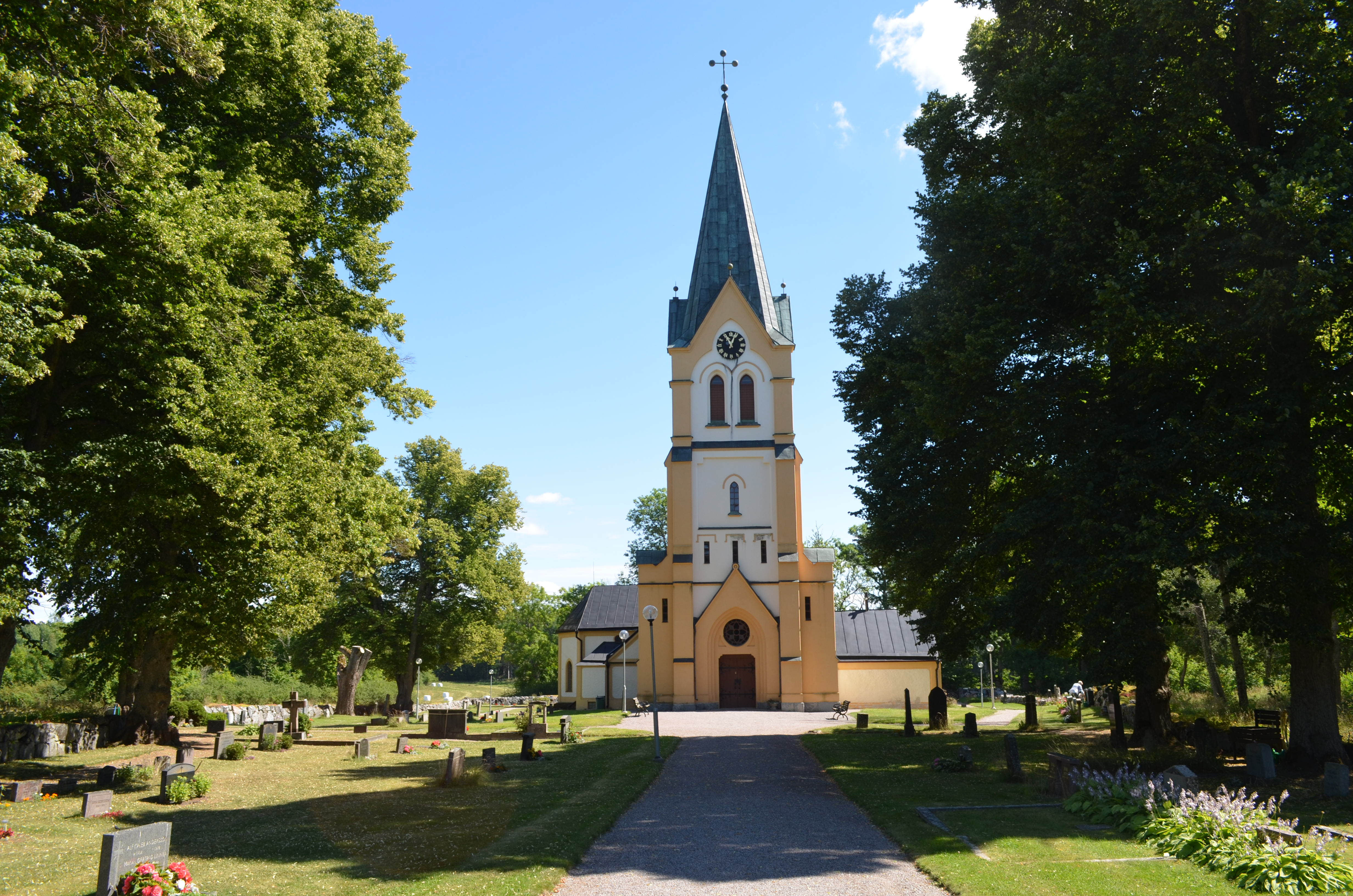
Kyrkans huvudingång

Helgarö kyrka är en kyrkobyggnad i Vårfruberga-Härads församling (gamla Helgarö socken) på Fogdön i  Södermanland. Kyrkan ligger cirka 15 kilometer nordväst om Strängnäs och tillhör Strängnäs stift.

## Kyrkobyggnaden
Helgarö kyrka liksom de övriga två sockenkyrkorna på Fogdön, Fogdö och Vansö, härstammar från tidig medeltid. Det västra partiet av den nuvarande byggnadens långhus är kvar från denna tid (1100-talet). Under århundradets senare del uppfördes en tornlös stenkyrka med ett ca 9 m långt och 6 m brett långhus samt ett smalare kor, omkring 3,5 meter i kvadrat. Denna kyrkas långhus kvarstår som det nuvarande långhusets västra parti. Kyrkan sägs 1233 vara helgad år S:ta Maria.
Under 1300- och 1400-talen utvidgades kyrkan: Det ursprungliga romanska koret revs och långhuset förlängdes mot öster, vilket blev vanligt från tiden omkring 1300, ofta förlängdes långhuset till den dubbla längden, så att en salkyrkoform bildades.  En sådan utvidgning skedde också i Helgarö, möjligen på 1400-talet. Dessutom tillkom en sakristia på det nya korets norra sida och ett vapenhus framför ingången i söder. Interiört tillkom fyra tegelvalv, ett av dem ett stjärnvalv över koret. Vid 1400-talets slut försågs kyrkorummet med fyra tegelvalv, varav ett stjärnvalv över koret.
Under 1600-talet förlängdes byggnaden ytterligare åt öster, vilket bekostades av officeren och landshövdingen i Kalmar län Gustaf Cruus till Edeby. Denne inrättade även ett gravvalv åt sig och sin familj under det nya koret. Gustaf Cruus till Edebys båda föräldrar, Jesper Andersson Cruus af Edeby och hans hustru Ingeborg Ryning, ligger båda begravda i Helargö kyrka. Även hans farföräldrar, Anders Larsson (Kruse) och hans hustru Christina Fleming, är begravda i Helgarö kyrka.
År 1686 förstördes det mesta av inredningen i kyrkan i en våldsam eldsvåda. Kyrkan återuppbyggdes dock med hjälp av bland annat en rikskollekt och skänkta byggnadsmedel och kontanta medel och stod färdig tre år efter branden. På 1700-talet tillkom ett torn i väster och den nuvarande sakristian (1774–75).
1800-talet innebar framför allt en omfattande restaureringsverksamhet; 1864 ersattes den gamla spåntäckningen med taktegel och ett nytt torn byggdes i nygotisk stil. En omfattande utvändig restaurering ägde rum 1886. Ett nytt väst-torn byggdes i nygotisk stil i tegel med spira av trä efter ritning av arkitekt Emil Viktor Langlet som kunde bära klockorna. 1898 restaurerades interiören, bland annat tillkom medeltidsimiterande dekorationsmålningar på valv och väggar, liksom orgelfasaden.
Under 1900-talet blev Helgarö en församling utan präst. Den siste komministern lämnade prästgården 1907. Efter detta har kyrkan restaurerats invändigt 1957 och utvändigt 1965. Under år 2005 har kyrkan ånyo restaurerats utvändigt.

## Inventarier
Kyrkans altartavla är skänkt 1735 av fröken Maria Christina Fleming till Edeby. Edeby herrgård ligger på Fogdön i Helgarö socken. Altartavlan är utförd av hovmålaren Georg Engelhard Schröder och framställer Nattvarden. Vid restaureringen 1898 kompletterades ramen med ett rikt skulpterat arkitektoniskt yttre ramverk i barockstil.
Predikstolen i senbarock är tillverkad 1741. Den ursprungliga marmoreringen och förgyllningen togs fram vid restaureringen 1957. Då tillkom även den nuvarande bänkinredningen. 
Dopfunten är utförd av Strängnässkulptören Erik Sand 1957.

### Orgel
- På 1750-talet byggde Jonas Gren och Petter Stråhle, Stockholm en orgel med 7 stämmor och en manual. Orgeln såldes 1862 till Vallby kyrka.[3]
- 1859 byggde Per Åkerman och Erik Adolf Setterquist, Strängnäs, en orgel med 7 stämmor och en manual.[3]
- Den nuvarande orgeln är byggd 1915 av E A Setterquist & Son, Örebro. Orgeln är pneumatisk. Den renoverades 1984 av Gunnar Carlsson, Borlänge.[3]

| Manual I         | Manual II     | Pedal      | Koppel    |
| Borduna 16'      | Gamba 8'      | Subbas 16´ | I/P       |
| Principal 8´     | Gemshorn 4'   | Borduna 8' | II/P      |
| Borduna 8'       | Nachthorn 2'  |            | II/I      |
| Oktava 4'        | Scharf 2 chor |            | I 4'/I    |
| Rörkvintadena 4' |               |            | II 16'/II |
| Oktava 2'        |               |            |           |